# ビール・エアロスペース
ビール・エアロスペース（Beal Aerospace）は、かつて存在した衛星打ち上げロケット開発企業。テキサス州ダラスのビール銀行頭取であるアンドリュー・ビールによって1997年2月に設立され、2000年10月23日に営業を終えた。
本社はテキサス州フリスコにあった。同社の目標は、民間による重量物打ち上げロケットの実現だった。

## 沿革
1997年の設立後、従業員数は1999年末のピーク時には約200名にまで達した。テキサス州マクレガーにロケットエンジン試験施設を建設し、そこで同社は液体燃料エンジンのテストを実施し、垂直試験塔などを建設していった。アンギラのソンブレロ島に発射台を設置し、バージン諸島でロケットを量産する野心的な計画が立てられたが、環境活動家らはこれらの開発計画に激しく反対した。
2000年3月4日、ビール・エアロスペース社は、NASA のアポロ計画以来最大となるBA-2ロケットエンジンの燃焼試験に成功した。
NASA が スペース・ローンチ・イニシアチブ (SLI) に基づいて競合する打ち上げロケットの研究開発に資金を提供すると発表したことを受け、2000年10月23日にアンドリュー・ビールはビール・エアロスペース社の事業を停止すると発表した。 ビール氏はNASAの商行為を閉鎖の主な理由として挙げた。

## ロケット
ビール・エアロスペース社は当初、ケロシンと液体酸素を使用するロケットを検討してたが、すぐに液体酸素の代わりに高濃度過酸化水素を酸化剤として使うことに決めた。この組み合わせは、極低温保管のコストと複雑さを回避し、開発コストを削減するために選択された。ケロシンは、接触分解された過酸化水素の高温蒸気と酸素排出生成物に注入され、自然発火を引き起こした（ハイパーゴリック推進剤）。 当初の BA-1 打ち上げロケットの設計は、LEO (低軌道) 衛星コンステレーション打ち上げ市場にサービスを提供することを目的としていたが、より安定した静止衛星打ち上げ市場に集中することが決定されたため、はるかに大型の BA-2 設計に置き換えられ、これが財務状況を悪化させた。 BA-2ロケットの 3つのステージはすべて、ターボポンプの費用と複雑さを置き換えるために、高圧ヘリウムタンクを使用して圧力供給される予定だった（ガス圧送式サイクル）。 BA-2 推進剤タンクと主要構造物はすべて、軽量複合材料で製造されることになっていた。 エンジンはアブレーション冷却を採用した。

## その後の経緯
ビール・エアロスペース社の解散後、テキサス州マクレガー試験場はスペースXに買収され、2002年末にマクレガー試験場となった。